# Monument
 For alternative betydninger, se Monument (flertydig). (Se også artikler, som begynder med Monument)
Med monument forstås generelt et mindesmærke over en person eller begivenhed.
Inden for kunsthistorien bruges ordet ofte i en bredere definition, hvor enhver menneskeskabt genstand over en hvis størrelse kaldes et monument.[kilde mangler]
Flere store bemærkelsesværdige monumenter er medtaget på UNESCOs Verdensarvsliste.